# تتیانا زاخارووا
تتیانا زاخارووا (انگلیسی: Tetiana Zakharova-Nadyrova؛ زادهٔ ۲۹ ژانویهٔ ۱۹۵۱) بازیکن بسکتبال اهل اتحاد جماهیر شوروی سوسیالیستی بود.